# Camille Huysmans

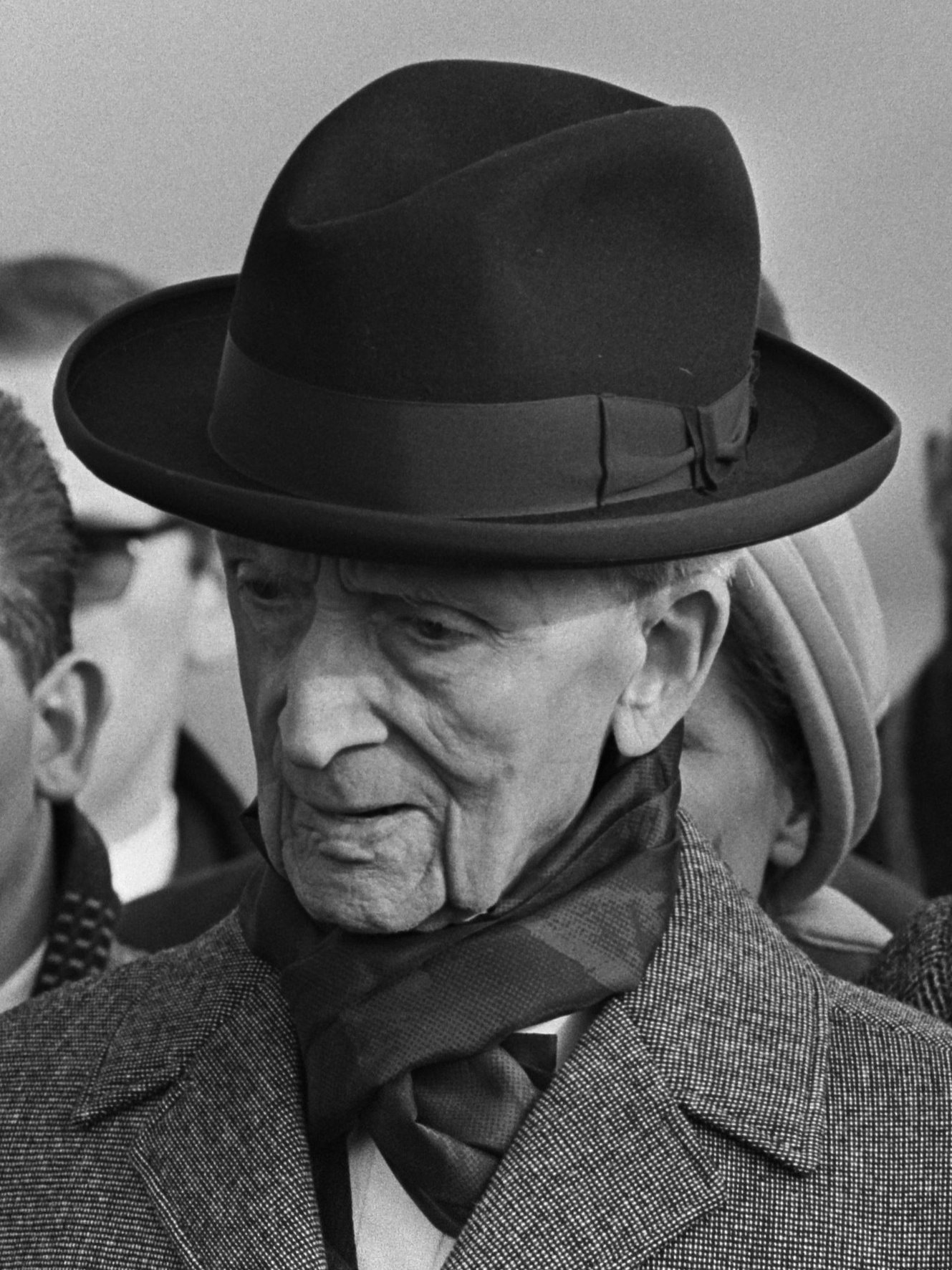
Camille Huysmans (1966)

Camille Huysmans (* 26. Mai 1871 in Bilzen/Limburg; † 25. Februar 1968 in Antwerpen) war ein sozialistischer belgischer Politiker und Premierminister.

## Herkunft, Studium und berufliche Tätigkeiten
Huysmans wurde als Camiel Hansen geboren und absolvierte ein Studium der Germanistik an der Universität Lüttich. Von 1893 bis 1897 war er zunächst als Lehrer tätig, ehe er an die Universität von Lüttich zurückkehrte, um zum Doktor der Philosophie zu promovieren.
Bereits als Student nahm er Kontakte zur Partei der Werktätigen (BWP) auf, aus der später die Sozialistische Partei (PSB) hervorging. Er war als Journalist für mehrere sozialistische Nachrichtenmagazine tätig und nahm 1904 eine Tätigkeit im Gewerkschaftsbund auf.

## Politische Laufbahn

### Sekretär der Sozialistischen Internationale
Huysmans war 1905 bis 1922 Sekretär der Zweiten Sozialistischen Internationale. In dieser Funktion kam er unter anderem in Kontakt zu Sun Yat-sen und anderen führenden sozialistischen Vordenkern wie Keir Hardie, Jean Jaurès, Karl Liebknecht und Rosa Luxemburg. Des Weiteren führte er zwischen 1905 und 1914 einen umfangreichen Briefwechsel mit Lenin, dessen persönlicher Freund er wurde. Eine der Hauptaufgaben von Huysmans bis 1914 war insbesondere ein Zusammenhalten der unterschiedlichen Meinungsströme. Hierzu veranstaltete die Sozialistische Internationale mehrere Konferenzen wie 1907 in Stuttgart, 1910 in Kopenhagen, 1912 in Basel sowie 1917 in Stockholm. Während seiner Amtszeit bemühte er sich um eine aktive Friedenspolitik der Internationale und plädierte auf der Internationalen Konferenz von Stockholm 1917 gegen eine Fortsetzung des Ersten Weltkriegs. Von 1939 bis 1944 war er erneut Sekretär und Präsident der Sozialistischen Internationale.

### Kommunalpolitiker in Brüssel und Antwerpen
Seine politische Laufbahn begann Huysmans als Mitglied des Gemeinderates von Brüssel von 1908 bis 1921.
Zwischen 1921 und 1933 war er Schuldezernent der Stadt Antwerpen. Anschließend war er bis 1940 Bürgermeister von Antwerpen. Nach dem Einmarsch der Wehrmacht in Belgien 1940 ging er ins Exil nach London. Während der Zeit des Exils war er stellvertretender Vorsitzender des Parlamentarischen Konsultativkomitees. Nach der Befreiung Belgiens durch die Alliierten Streitkräfte kehrte auch er 1944 nach Belgien zurück und übernahm bis 1946 wieder sein Amt als Bürgermeister von Antwerpen. Von 1946 bis zu seinem Tod blieb er Mitglied des Gemeinderates von Antwerpen.

### Abgeordneter und Parlamentspräsident
Huysmans wurde 1910 erstmals zum Mitglied der Abgeordnetenkammer gewählt und vertrat dort bis 1965 die BSP. Er war einer der wenigen Abgeordneten, die auf eine mehr als 50-jährige Parlamentstätigkeit zurückblicken konnten. Sein 50-jähriges Parlamentsjubiläum 1960 wurde mit einem Festakt begangen. Allerdings versagte ihm die BSP 1965 die Aufnahme in ihre Kandidatenliste für die Parlamentswahl. Huysmans gründete daraufhin mit De Socialist eine eigene Wahlliste, wurde aber trotz seines persönlichen hohen Stimmenanteils von 14.937 Stimmen wegen des schlechten Abschneidens der Liste nicht erneut in die Abgeordnetenkammer gewählt.
Huysmans war von 1936 bis 1939 sowie nochmals von 1954 bis 1958 Präsident der Abgeordnetenkammer.

### Minister und Premierminister
In den Regierungen von Prosper Poullet und Henri Jaspar war Huysmans von 1925 bis 1927 Minister für Schöne Künste und Unterricht. In dieser Funktion wie auch in seinem Amt als Schuldezernent von Antwerpen war er ein Vorkämpfer der flämischen Bewegung und setzte sich für die Einführung des Niederländischen an der Universität Gent ein.
Am 3. September 1945 wurde ihm der königliche Ehrentitel eines „Staatsministers“ verliehen.
Am 3. August 1946 wurde er (damals 75 Jahre alt) zum Premierminister gewählt und bildete eine Regierung mit Vertretern der Sozialisten, Kommunisten und Liberalen. Diese Regierung verfügte über eine Mehrheit von nur einer Stimme; Huysmans trat am 20. März 1947 nach etwas über siebenmonatiger Amtszeit zurück.
Sein Nachfolger Paul-Henri Spaak bildete eine große Koalition. Huysmans war im Kabinett Spaak bis zum 11. August 1949 wiederum Minister für öffentlichen Unterricht.
Huysmans war zeitlebens bei der Bevölkerung sehr populär. Zu seinem 75. Geburtstag wurde von der belgischen Post eine Sondermarke herausgegeben. Die öffentliche Ehrung zu seinem 80. Geburtstag war ein Großereignis mit über 100.000 Teilnehmern. Bei einer Umfrage wurde er auf Platz 69 der Liste der 111 größten Belgier gewählt.
1908 wurde er in die Freimaurerloge Les Zélés Philanthropes in Brüssel in die Freimaurerei aufgenommen. Von 1914 bis 1918 war er Mitglied der Londoner Loge Albert de Belgique.
Huysmans liegt begraben auf dem Friedhof Schoonselhof in Antwerpen.

## Biografische Quellen
- Kurzbiografie. Homepage des Premierministers von Belgien.
- Biografie. Homepage der Bürgermeister von Antwerpen.
- Biografie. rulers.org
- Jan Hunin: Camille Huysmans. Het enfant terrible. 1871–1968. 1999, ISBN 90-6303-808-9; Synopse. verzet.org
- Rob Roemans, Hilda van Assche: Camille Huysmans. Burgemeester van Antwerpen. 1961; Synopse. verzet.org

## Veröffentlichungen und Hintergrundliteratur
- V. I. Lenin, C. Huysmans, G. Haupt: Correspondance entre Lénine et Camille Huysmans, 1905–1914. Matériaux pour l’histoire du socialisme international, 1. sér.: Textes et documents, 1. Mouton, Paris 1963.
- Vladimir Lenin: Briefe an Camille Huysmans. In: Gesammelte Werke. Briefe Nr. 119, 138, 141, 142, 145, 148-150, 152-156, 158-161, 169-172, 175, 178, 180, 197-198, 207-208, 228, 231-234,247-249, 254, 266, 286, 303, 322-323, 330, 333. marxists.org
- Camille Huysmans: Quatre types. le renard et ulenspiegel. le démon et le diable. (Reliure inconnue), 1937.
- Regierungserklärung vom 6. August 1946. (PDF) crisp.be
- Ministerliste des Kabinetts 1946–1947. kolumbus.fi